# Plicofollis polystaphylodon
Plicofollis polystaphylodon is een straalvinnige vissensoort uit de familie van christusvissen (Ariidae). De wetenschappelijke naam van de soort is voor het eerst geldig gepubliceerd in 1846 door Bleeker.